# Antiphane
Antiphane (en grec ancien Ἀντιφάνης / Antiphanès) est le nom d'un poète comique grec antique, né vers 408 av. J.-C., mort vers 334.
Au début du IVe siècle, à Athènes, il a composé de très nombreuses comédies dont il ne reste que quelques fragments.

## Biographie
Antiphane semble avoir été un étranger (peut-être de Cius sur la Propontide, Smyrne ou Rhodes et, selon certains récits, un enfant d'esclaves.
Il s'installe à Athènes vers 387 et commence à écrire. Il est extrêmement prolifique ; plus de 200 des 365 (ou 260) comédies qui lui sont attribuées nous sont connues de par les titres et d'importants fragments conservés par Athénée de Naucratis. Ses pièces traitent principalement de sujets liés à la mythologie. D'autres font référence à des professions particulières ou à des personnages nationaux, d'autres encore se concentrent sur les intrigues de la vie personnelle[réf. nécessaire].
Il est considéré, avec Alexis le Comique, comme l'un des deux auteurs les plus importants de la Comédie moyenne attique.
La Souda affirme qu'il est mort à l'âge de soixante-quatorze ans après avoir été frappé par une poire. 
Stéphanos, un poète comique athénien de la nouvelle comédie, aurait monté certaines des pièces d'Antiphane ; il était probablement son fils. Une citation d'Athénée est le seul fragment survivant des œuvres de Stéphanos.

## Titres et fragments subsistants
Environ 130 titres de ses pièces sont connus.
- Adelphai (« Les Sœurs »)
- Adonis
- Agroikos (« Le Paysan »)
- Akestria
- Akontizomene (« Femme touchée avec une flèche »)
- Aleiptria (« La huileuse » / « La Masseuse »)
- Alkestis (« Alceste »)
- Antaios (« Antaeus »)
- Anteia
- Anasozomenoi (« Les Hommes Sauvés »)
- Aphrodites Gonai (« La Naissance d'Aphrodite »)
- Archestrate
- Archon
- Argyriou Aphanismos (« Disparition d'Argent »)
- Arkas (« L'Homme d'Arcadie »)
- Arpazomene (« La Captive »)
- Asklepios ("Asclepios »)
- Asotoi (« Les Hommes Débauchés »)
- Auletes (« Le Joueur de Flûte »)
- Auletris (« La Joueuse de Flûte") ou Didymai (« Les Sœurs Jumelles »)
- Autou Eron
- Bakchai (« Bacchae » / « Les Bacchanales »)
- Batalos
- Boiotis (« La Femme de Béotie »)
- Bombylios
- Bousiris (« Busiris »)
- Boutalion
- Byzantios (« L'Homme de Byzance »)
- Cyclops
- Chrysis
- Gamos (« Mariage »)
- Ganymedes (« Ganymède »)
- Glaukos
- Gorgythos
- Diplasia (« Femelle Double »)
- Dodonis (« La Femme de Dodone »)
- Drapetagogos (« Attrapeur d'esclaves fugitifs »)
- Dyserotes (« Ceux avec des vies d'amour désastreuses »)
- Dyspratos (« L'esclave difficile à vendre »)
- Ephesia (« La Femme d'Éphèse »)
- Epidaurios (« L'Homme d'Épidaure »)
- Epikleros (« L'Héritière »)
- Euploia (« Le Voyage Plaisant »)
- Euthydikos
- Halieuomene  (« Femme attrapée comme un poisson »)
- Heniochos (« Le conducteur de char »)
- Hippeis (« Cavaliers »)
- Homoioi (« Personnes qui se ressemblent »)
- Homonymoi (« Personnes du même nom »)
- Homopatrioi (« Personnes avec le même père »)
- Hydria (« Le pichet d'eau »)
- Hypnos (« Hypnos » ou « Le Sommeil »)
- Iatros (« Le Médecin »)
- Kaineus (« Cénée »)
- Kares  (« Les Hommes de Carie »)
- Karine (« La Femme de Carie »)
- Kepouros (« Le Jardinier »)
- Kitharistes (« Le Harpiste »)
- Kitharodos (« Le Joueur de Cithare »)
- Kleophanes
- Knapheus (« Le plus plein »)
- Knoithideus ou Gastron (« Le Glouton »)
- Korinthia (« La Femme de Corinthe »)
- Koroplathos (« Le Modeleur de figurines d'argile »)
- Korykos
- Kouris (« La Coiffeuse »)
- Kybeutai (« Les Joueurs de Dés »)
- Lampas (« La Torche »)
- Lampon
- Lemniai (« Les Femmes de Lemnos »)
- Leonides
- Leptiniskos
- Leukadios (« L'Homme de Leucas »)
- Lydos (« L'Homme de Lydia »)
- Medeia (« Médée »)
- Melanion
- Meleagros (« Méléagre »)
- Melitta (« L'Abeille »)
- Metoikos (« Résident étranger »)
- Metragyrtes (« Le Prêtre-Mandiant de Cybèle »)
- Metrophon
- Midon
- Minos (« Minos »)
- Misoponeros (« Détesteur de méchanceté » / « Celui qui déteste la Méchanceté »)
- Mnemata (« Les Tombes »)
- Moichoi (« Les Adultères »)
- Mylon (« Le Moulin »)
- Mystis (« La Femme Initiée aux Mystères »)
- Obrimos
- Oinomaos ou Pélops
- Oionistes (« Le lecteur de Présages »)
- Omphale (« Omphale »)
- Orpheus (« Orphée »)
- Paiderastes (« Le Pédéraste »)
- Parasitos (« Le Parasite »)
- Paroimiai (« Proverbes »)
- Phaon (« Phaon »)
- Philetairos (« Philétairos »)
- Philoktetes (« Philoctète »)
- Philometor (« Celui qui aime sa mère »)
- Philopator (« Celui qui aime son père »)
- Philotis
- Phrearrhios
- Plousioi (« Les Hommes Riches »)
- Poiesis (« Poésie »)
- Pontikos (« L'homme de Pontus »)
- Probateus (« L'éleveur de moutons »)
- Problema (« Le problème » ou « L'énigme »)
- Progonoi (« Les Ancêtres »)
- Pyraunos
- Sappho
- Skleriai (« Difficultés »)
- Skythai (« Les Scythes") ou Tauroi (« Les Taureaux »)
- Stratiotes (« Le Soldat ») ou Tychon
- Thamyras
- Timon
- Traumatias (« L'Homme blessé »)
- Tritagonistes
- Tyrrhenus
- Zakynthios (« L'homme de Zakynthos »)
- Zographos (« Le Peintre »)